# Raneck
Raneck ist ein kleiner Ort am Ötscher und gehört zur Gemeinde Gaming im Bezirk Scheibbs, Niederösterreich.

## Geographie
Die 5 Häuser liegen auf 950 m Höhe, an der Nordflanke des Ötschermassivs, auf dem Pass, der das Tal der Ois (Ybbs) mit dem der Erlauf verbindet.
Nachbarorte
|                                 | Steinwand                                   | Nestelberg |
|                                 | Kompassrose, die auf Nachbargemeinden zeigt | Trübenbach |
| ÖtscherwieseLackenhof/Weitental |                                             |            |

## Wanderwege
Der Weitwanderweg 05, der von Lackenhof heraufkommt, führt als Höhenweg Richtung Norden über Schönwald – Kerschbaum weiter zur Ötscher Tropfsteinhöhle, und ein Weg (Nr. 277) führt nach Osten in das Erlauftal nahe Erlaufboden, nach Trübenbach unterhalb der Zwölfermauer. Nach Nordwesten erreicht man das Steingrabenkreuz (1024 m ü. A., am Fallmannkogel). Auf den Ötscher, dessen Gipfel sich direkt südöstlich erhebt, führt von Raneck aus kein direkter Anstieg.